# Pohlia platyphylla
Pohlia platyphylla là một loài rêu trong họ Bryaceae. Loài này được Schwägr. mô tả khoa học đầu tiên năm 1842.